# Llibre vermell de Hergest
El Llibre vermell de Hergest (en gal·lès, Llyfr Coch Hergest, Jesus College, Oxford, Bodleian Library, MS 111) és un còdex copiat poc després de 1383 que es considera un dels manuscrits més importants escrits en gal·lès. Conté una col·lecció de prosa i poesia en gal·lès, entre ells els Mabinogion i la poesia dels Gogynfeirdd (a. 1100-1300). El mansucrit rep el nom de la seva enquadernació en pell vermella i de l'associació amb la casa de Hergest entre el segle xv i començaments del XVII. És un manuscrit en pergamí, de 362 folis escrits a doble columna.

## Història
El manuscrit va ser escrit possiblement entre 1382 i 1410. Un dels copistes és Hywel Fychan fab Hywel Goch de Buellt. Com que se sap que aquest copista va treballar per a Hopcyn ap Tomas ab Einion (c. 1330–1403) de Ynysforgan, Swansea, s'ha suposat que el manuscrit va ser compilat per a Hopcyn. Les propietats del net de Hopcyn van ser requisades en ser acusat de rebel·lió contra el rei i a partir d'aquí el manuscrit hauria passat per diferents mans (incloent Sir Thomas Vaughan (c. 1410–1483), ja que s'hi van afegir algunes poesies en lloança seva) i, finalment, va ser donat al Jesus College d'Oxford el 1710. Es conserva a la Bodleian Library.

## Contingut
El manuscrit conté textos en prosa, inclosos els Mabinogion, textos històrics, incloent una traducció al gal·lès de la Historia Regum Britanniae de Jofre de Monmouth), i altres textos com les Tríades gal·leses. També conté textos poètics, com la poesia de cort que es coneix com a "Poesia dels prínceps" (en gal·lès Gogynfeirdd o Beirdd y Tywysogion), i inclou els cicles Canu Llywarch Hen (les cançons de Llywarch Hen), Canu Urien (les cançons d'Urien), i Canu Heledd (les cançons de Heledd), tots Englyn (forma de poema breu de la tradició gal·lesa).
El contingut del llibre vermell de Hergest és similar al del Llibre blanc de Rhydderch. Inicialment es pensava que el primer seria una còpia del segon, però ara es pensa que els dos deriven d'una font comuna.
El manuscrit conté també una col·lecció de receptes d'herbes medicionals que s'associa amb Rhiwallon Feddyg, el fundador d'una saga de metges a Myddfai prop de Llandovery.